# کونلون

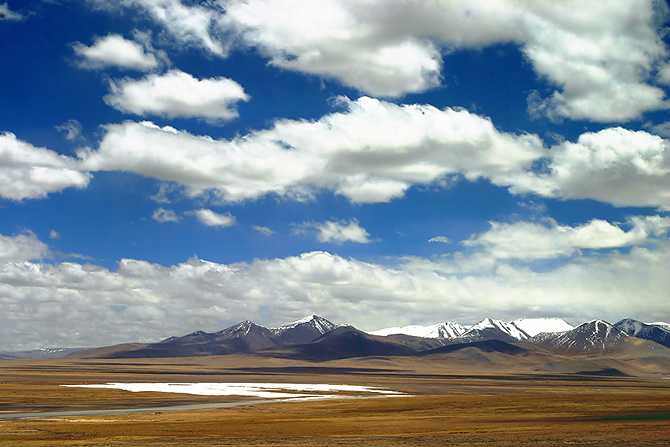
نمای رشته‌کوه کونلون در چینگهایرشته‌کوه

 رشته‌کوه‌های کونلون یا کوئن‌لون(چینی ساده‌شده:昆仑山، چینی رسمی:崑崙山، پین‌یینKūnlún Shān، مغولی:Хөндлөн Уулс) یکی از طولانی‌ترین و مهم‌ترین رشته‌کوه‌های آسیا هستند که بیش از ۳٬۰۰۰ کیلومتر امتداد دارند. این رشته‌کوه‌ها در غرب چین، از پامیر تاجیکستان آغاز شده و به سمت شرق، از جنوب سین‌کیانگ تا استان چینگ‌های ادامه می‌یابند. کونلون مرز شمالی فلات تبت را تشکیل داده و در جنوب حوضه تاریم و بیابان تکله‌مکان واقع شده است.
بلندترین قله این رشته‌کوه، قله «الهه کونلون» با ارتفاع ۷٬۱۶۷ متر است. رشته‌کوه‌های فرعی مانند آلتین‌تاگ، چیلیان‌شان و مین‌شان بخشی از مجموعه کونلون محسوب می‌شوند. رشته‌کوه‌های بایان‌هار، شاخه‌ای جنوبی از کونلون، حوضه آبریز بین دو رودخانه بزرگ چین، یانگ‌تسه و زرد را تشکیل می‌دهند. این رشته‌کوه در اثر برخورد صفحه تکتونیکی هند با صفحه اوراسیا در دوره تریاس پسین شکل گرفته است.
گروه آتشفشانی کونلون شامل بیش از ۷۰ مخروط آتشفشانی است که بلندترین آن‌ها ۵٬۸۰۸ متر ارتفاع دارد. آخرین فوران ثبت‌شده در این منطقه در ۲۷ مه ۱۹۵۱ رخ داده است.
در اسطوره‌های چینی، کونلون به‌عنوان «پدر کوه‌ها» شناخته می‌شود و جایگاه الهه غرب، «سی وانگ مو»، است. این کوه‌ها در متون کلاسیک چینی مانند «کلاسیک کوه‌ها و دریاها» به‌عنوان مکانی نیمه‌افسانه‌ای ذکر شده‌اند.
به‌دلیل شرایط جغرافیایی سخت، تنها دو جاده اصلی از این رشته‌کوه عبور می‌کنند: بزرگراه ۲۱۹ در غرب و بزرگراه ۱۰۹ در شرق.

## موقعیت
این کوه‌ها لبهٔ شمالیِ فلات تبت و مرزهای جنوبیِ حوضه تاریم و گذر گانسو را تشکیل‌می‌دهند و تا جنوب شرقیِ رود وی امتدادیافته و در سرزمین‌های پست شمالیِ چین امتداد می‌یابند.
رشته‌کوه کولون در سرمین‌های سین کیانگ، چینگهای و تبت در جمهوری خلق چین کنونی جای‌دارد و بلندترین چکاد آن لیوشی شان نام‌دارد.

## نگارخانه

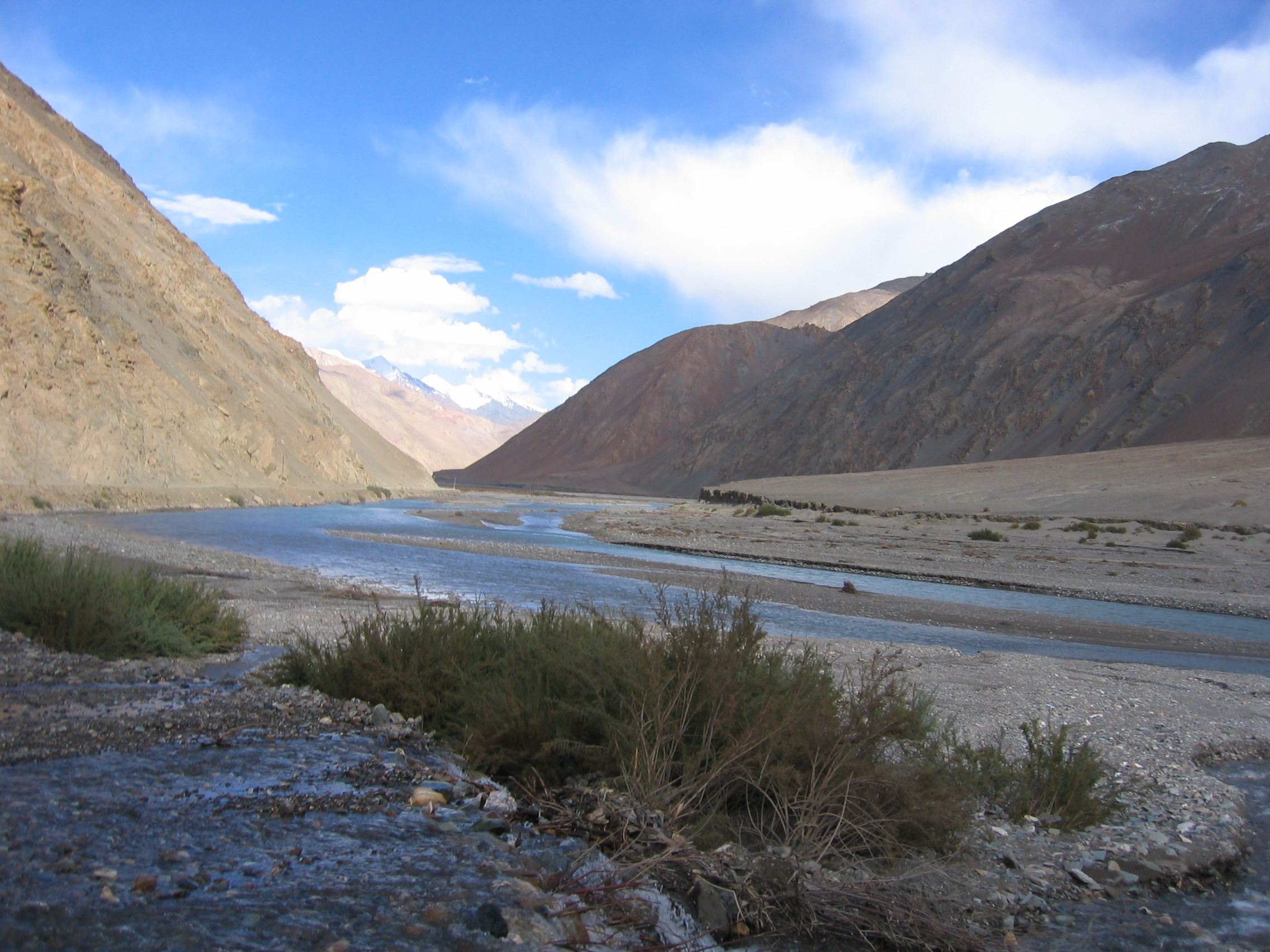
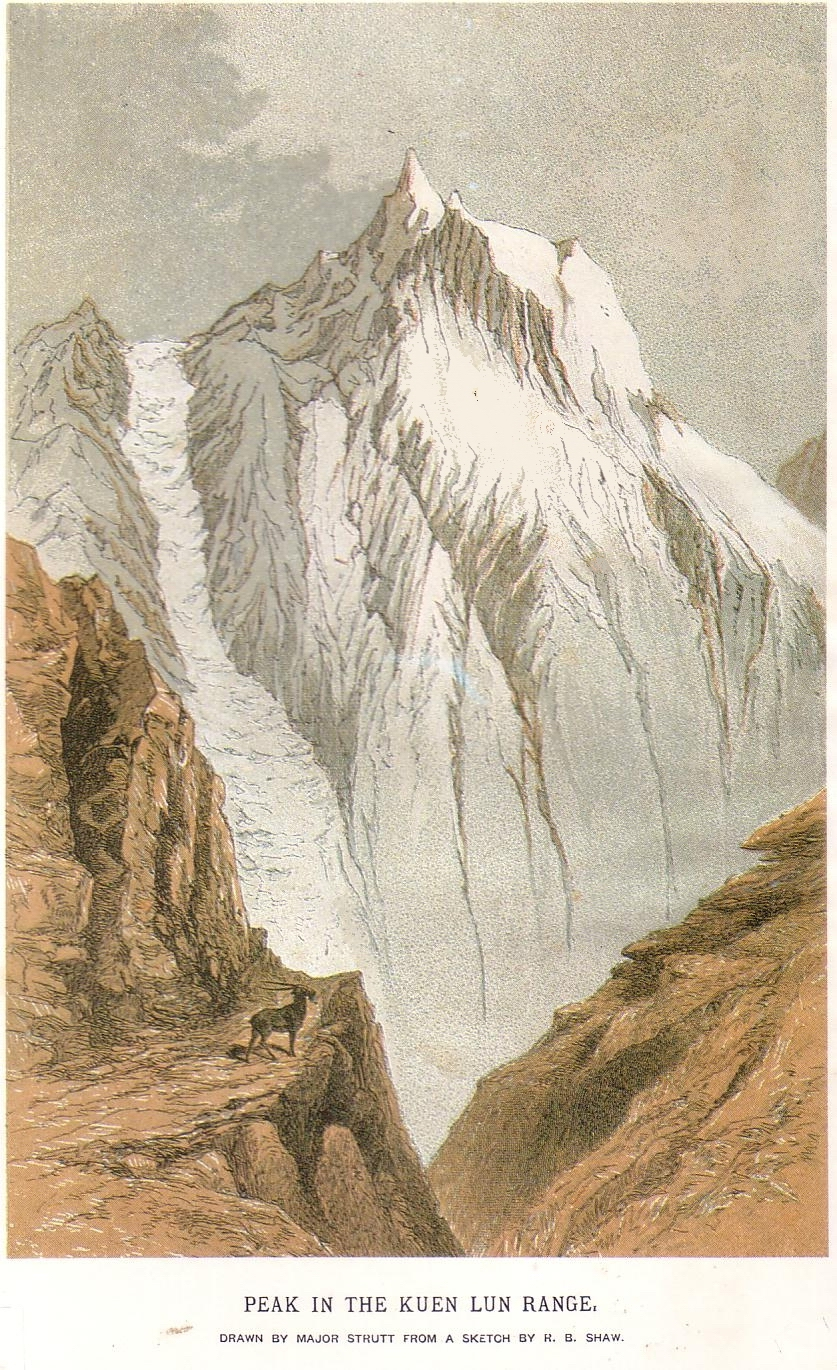
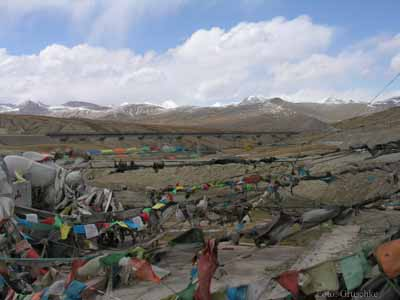
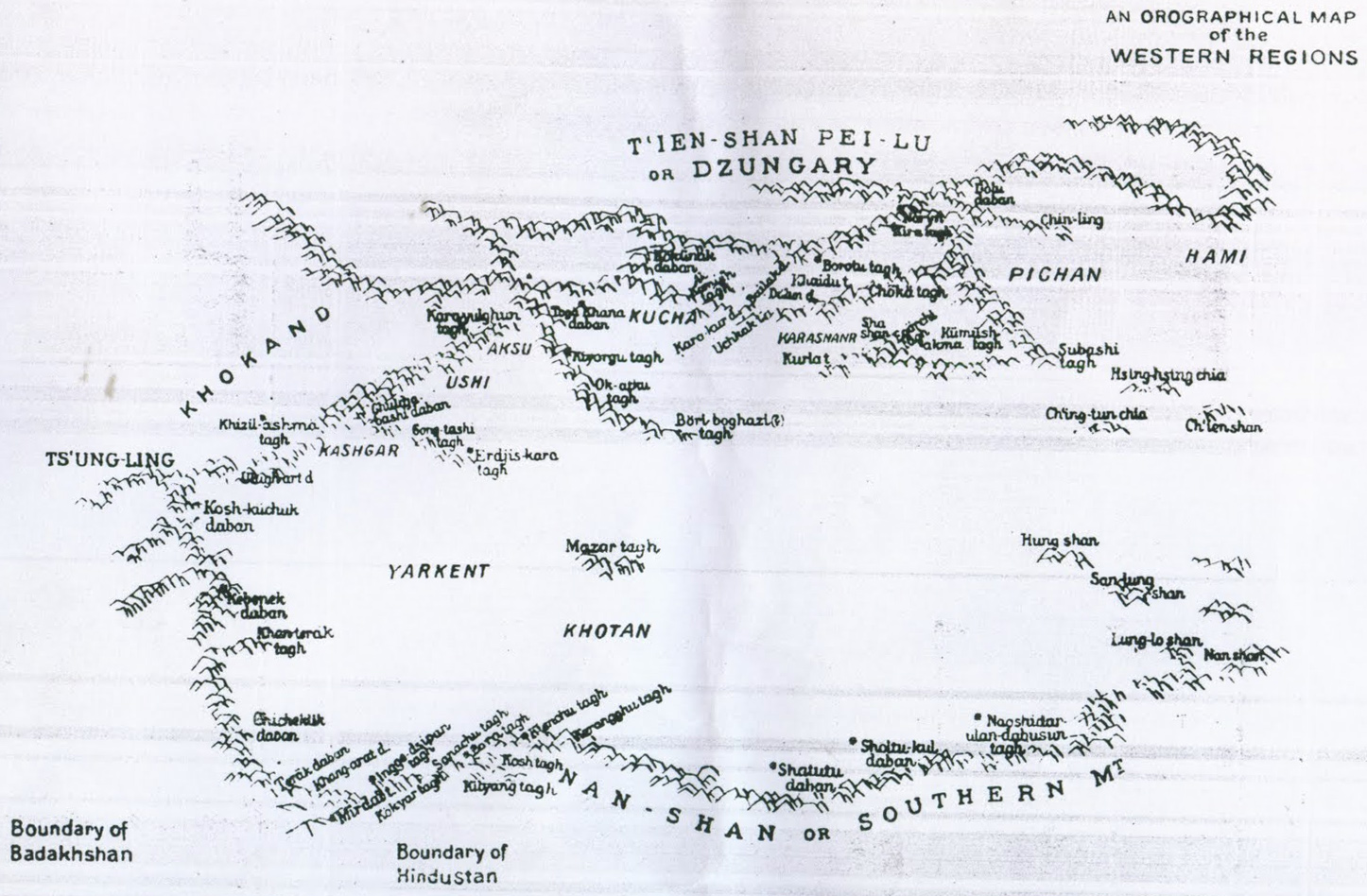